# Pakethållare

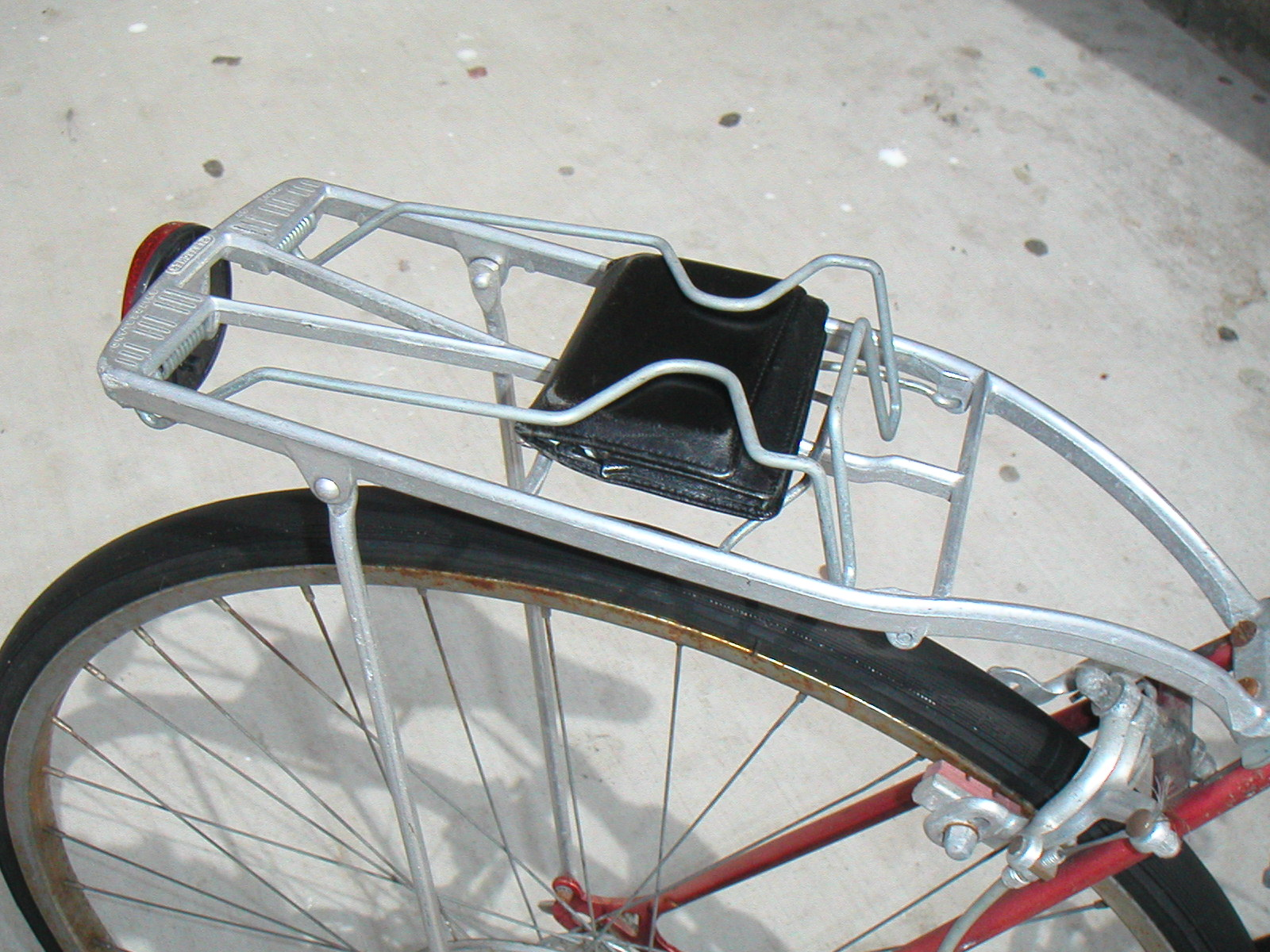
En pakethållare på en cykel. Här har last i form av en plånbok fästs på pakethållaren.

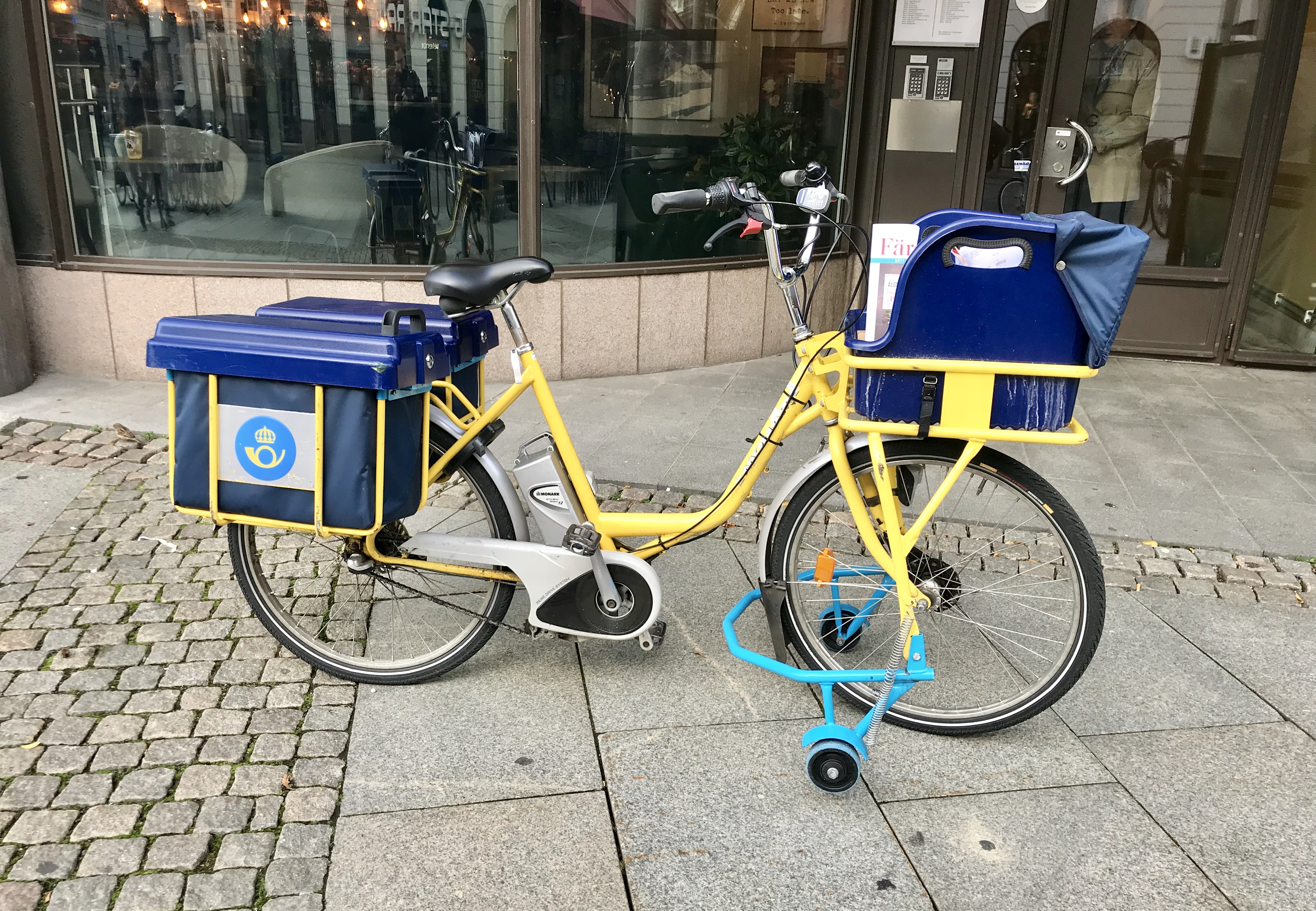
Brevbärarcykel med pakethållare såväl fram- som baktill.

Pakethållare är en anordning som kan monteras på exempelvis en cykel eller moped och på vilken last eller cykelväskor kan fästas.
Pakethållare är vanliga på vardagscyklar och långfärdscyklar, medan en mountainbike i allmänhet saknar sådan.
Pakethållaren är oftast monterad bak på cykeln, men kan även vara monterad framtill, den sistnämnda lösningen är vanlig på brevbärarcyklar. Det finns barncykelsadlar, cykelväskor och andra tillbehör som kan monteras på den bakre pakethållaren.